# Suursuo (sumpmark i Nyland)
Suursuo är en sumpmark i Finland. Den ligger i Kyrkslätt i landskapet Nyland, i den södra delen av landet, 30 km sydväst om huvudstaden Helsingfors.